# Filmografia de Fergie

## Filmografia
| Ano  | Título                                  | Papel       | Outras notas           | Gênero                          |
| ---- | --------------------------------------- | ----------- | ---------------------- | ------------------------------- |
| 1984 | It's Flashbeagle, Charlie Brown         | Sally Brown | Apenas voz             | Animação/Curta-metragem/Musical |
| 1985 | Snoopy's Getting Married, Charlie Brown | Sally Brown | Apenas voz             | Animação/Curta-metragem         |
| 1986 | Monstro do armário                      | Lucy        |                        | Comédia/Horror                  |
| 2005 | Be Cool: O Outro Nome do Jogo           | Ela mesma   |                        | Comédia                         |
| 2006 | Poseidon                                | Gloria      |                        | Ação/Aventura/Ficção            |
| 2007 | Planet Terror                           | Tammy Visan | Segmento de Grindhouse | Ação/Horror                     |
| 2009 | Nine                                    | Saraghina   |                        | Musical/Comédia                 |
| 2010 | Marmaduke                               | Jezebel     |                        | Comédia                         |